# Championnat de La Réunion de football 1971
Le Championnat de La Réunion de football 1971 était la 22e édition de la compétition qui fut remportée par la JS Saint-Pierroise.

## Classement
| Rang | Équipe                  | Pts | J  | G  | N | P  | Bp | Bc | Diff |
| ---- | ----------------------- | --- | -- | -- | - | -- | -- | -- | ---- |
| 1    | JS Saint-Pierroise (C)  | 41  | 16 | 12 | 1 | 3  | 43 | 21 | +22  |
| 2    | SS Saint-Louisienne (T) | 36  | 16 | 10 | 0 | 6  | 41 | 25 | +16  |
| 3    | SS Jeanne d'Arc         | 35  | 16 | 8  | 3 | 5  | 41 | 25 | +16  |
| 4    | SS Patriote             | 35  | 16 | 9  | 1 | 6  | 31 | 24 | +7   |
| 5    | SS Excelsior            | 33  | 16 | 6  | 5 | 5  | 23 | 22 | +1   |
| 6    | US Bénédictine          | 31  | 16 | 7  | 1 | 8  | 33 | 37 | -4   |
| 7    | SS Tamponnaise          | 30  | 16 | 6  | 2 | 8  | 21 | 39 | -18  |
| 8    | FC Ouest                | 29  | 16 | 5  | 3 | 8  | 26 | 33 | -7   |
| 9    | SS Jeunesse Musulmane   | 18  | 16 | 1  | 0 | 15 | 10 | 43 | -33  |
| 10   | Stade Saint-Paulois,    |     |    |    |   |    |    |    |      |

|  | Relégation en 2e division |